# SYR6: Koncertas Stan Brakhage Prisiminimui
SYR6: Koncertas Stan Brakhage Prisiminimui es un EP de Sonic Youth lanzado en 2005, el sexto de una serie de discos experimentales pertenecientes al sello propio de la banda Sonic Youth Recordings. El disco corresponde a una grabación en vivo del 13 de abril de 2003, en un concierto en beneficio para Anthology Film Archives. La banda, acompañada por el percusionista Tim Barnes, tocó mientras se mostraban películas mudas de Stan Brakhage.
SYR6 mantiene la tradición del sello de escribir el contenido de las carátulas en idiomas foráneos, siendo esta vez utilizado el lituano. El título significa "Un concierto en memoria de Stan Brakhage", y tanto éste como el contenido de la carátula fueron traducidos al lituano por el director de cine Jonas Mekas.
Este es el primer trabajo de la serie SYR que no fue lanzado en vinilo.

## Lista de canciones
| N.º   | Título | Duración |  |
| 1.    | «#1»   | 23:16    |  |
| 2.    | «#2»   | 14:13    |  |
| 3.    | «#3»   | 27:02    |  |
| 65:31 |        |          |  |

- Datos: Q2746474